# Хронологія світових рекордів з потрійного стрибку серед чоловіків
Світові рекорди з потрійного стрибка визнаються світовою легкою атлетикою з-поміж результатів, показаних легкоатлетами, за умови дотримання встановлених вимог.
Світові рекорди з потрійного стрибка фіксуються з 1912.
Упродовж 1987—2023 світова легка атлетика окремо фіксувала світові рекорди в приміщенні.

## Хронологія рекордів у приміщенні
| Результат | Атлет            | Місто         | Дата       | Примітки    |
| --------- | ---------------- | ------------- | ---------- | ----------- |
| 17,76     | Майк Конлі       | Нью-Йорк      | 27.02.1987 |             |
| 17,77     | Леонід Волошин   | Гренобль      | 06.02.1994 |             |
| 17,83     | Альєсер Уррутія  | Зіндельфінген | 01.03.1997 |             |
| 17,83     | Християн Ульссон | Будапешт      | 07.03.2004 |             |
| 17,90     | Тедді Тамго      | Доха          | 14.03.2010 |             |
| 17,91     | Тедді Тамго (2)  | Об'єр         | 20.02.2011 |             |
| 17,92     | Тедді Тамго (3)  | Париж         | 06.03.2011 | [ 1 ]       |
| 17,92     | Тедді Тамго (4)  | Париж         | 06.03.2011 |             |
| 18,07     | Уг Фабріс Занго  | Об'єр         | 16.01.2021 | [ 2 ] [ 3 ] |